# Sphyrion lumpi
Sphyrion lumpi är en kräftdjursart som först beskrevs av Henrik Nikolai Krøyer 1845.  Sphyrion lumpi ingår i släktet Sphyrion och familjen Sphyriidae. Arten är reproducerande i Sverige. Inga underarter finns listade i Catalogue of Life.